# Franz Ziegler

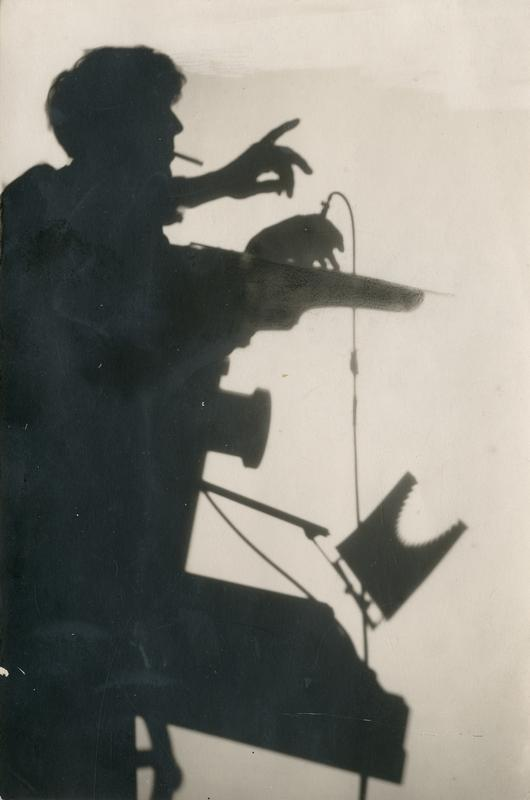
Ziegler (c.1930)

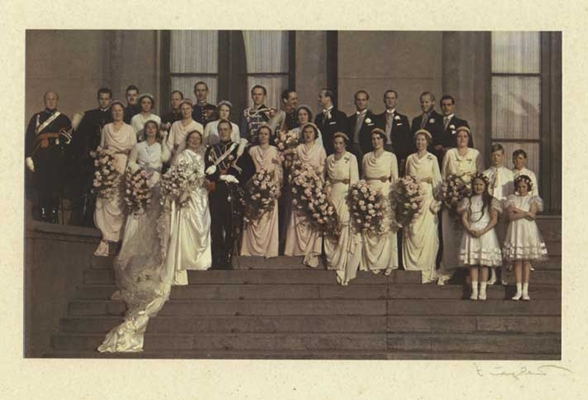
Skupinový portrét svatebčanů princezny Juliany a prince Bernharda, 1937

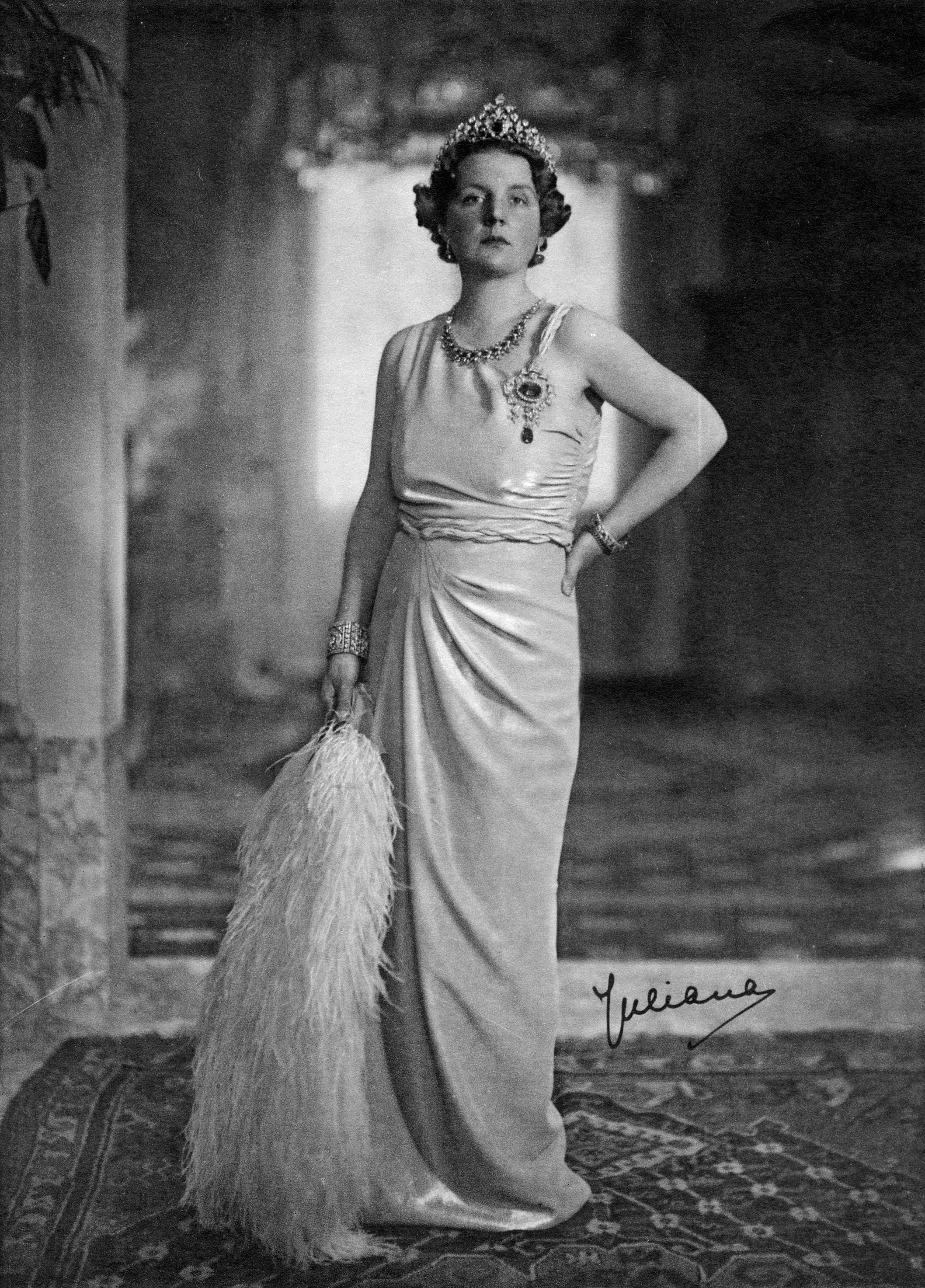
Oficiální portrét princezny Juliany s podpisem, cca 1930–1939

Franciscus Xaverius Wilhelmus Josephus (Franz) Ziegler (3. září 1893 Harderwijk – 12. listopadu 1939 Den Haag) byl nizozemský dvorní fotograf.

## Život a dílo
Narodil se 3. září 1893 fotografovi Robertu Mathiasi Zieglerovi (1863–1931) a Alidě Gerardě Johanně Bultové. Byl vnukem malíře Mathiase Zieglera. Sám si vzal za manželku Margarethu (Greet) Cooijmansovou (1911–2007), se kterou měli tři děti. Základy fotografického řemesla se naučil od svého otce, poté pracoval v různých ateliérech. Počátkem dvacátých let studoval na vysoké škole Fachschule für Phototechnik v Mnichově, nicméně hodně na sobě pracoval jako samouk. Po studiích pracoval spolu se svým otcem v ateliéru na Nieuwe Markt ve Zwolle.

### Dvorní fotograf
V červnu 1927 se etabloval jako samostatný fotograf v Haagu, kde převzal studio zesnulého dvorního fotografa Hermana Deutmanna. O měsíc později dělal své první úkoly pro nizozemskou královskou rodinu. Fotografoval několik generací královny Emmy Waldeck - Pyrmont nebo malou princeznu Beatrix. Jeden z Zieglerových portrétů královny Wilhelminy byl používán Pietem Zwartem na razítkovém vzoru. V roce 1937 měl funkci svatebního fotografa princezny Juliany a prince Bernharda.

### Inovátor
Ziegler experimentoval s mnoha novými fotografickými postupy, v laboratoři používal retuš, experimentoval v oblasti tiskových procesů, exponování, skládání barev. Vyvinul duplicitní fotografování, které ovlivňovalo tonalitu snímku. Ve spolupráci s firmou Philips zkoumal uplatňování teplého sodíkového žlutého světla, které obvykle používal ve svém ateliéru k osvětlení scény. Zieglerovy portréty tak dosahovaly jednotného měkkého osvětlení s lepším kontrastem. V roce 1927 zvítězil v soutěži pořádané časopisem American Photography. Byl přijat do Královské fotografické společnosti, kde získal ocenění ARPS: Associateship of the Royal Photographic Society. V roce 1934 absolvoval studijní pobyt v Berlíně, kde zkoumal uplatnění světla ve fotografii. Po návratu do Nizozemska byl osloven společností Philips s poptávkou na testování. Sodíkové světlo Philoralicht mělo ohlas, Ziegler na toto téma napsal několik článků a přednášel na podporu jeho použití.
Ziegler byl v roce 1935 předsedou nizozemského fotografického spolku Nederlandse Fotografen Patroons Vereeniging se sídlem v Haagu. Byl také členem Pulchri Studio a nizozemského fotografického sdružení Nederlandsche Fotografen Kunstkring. V roce 1939 byl zasažen dvakrát infarktem a zemřel v listopadu téhož roku ve věku 46 let. Byl pohřben na římskokatolickém hřbitově Begraafplaats Sint Petrus Banden v Haagu.

## Galerie

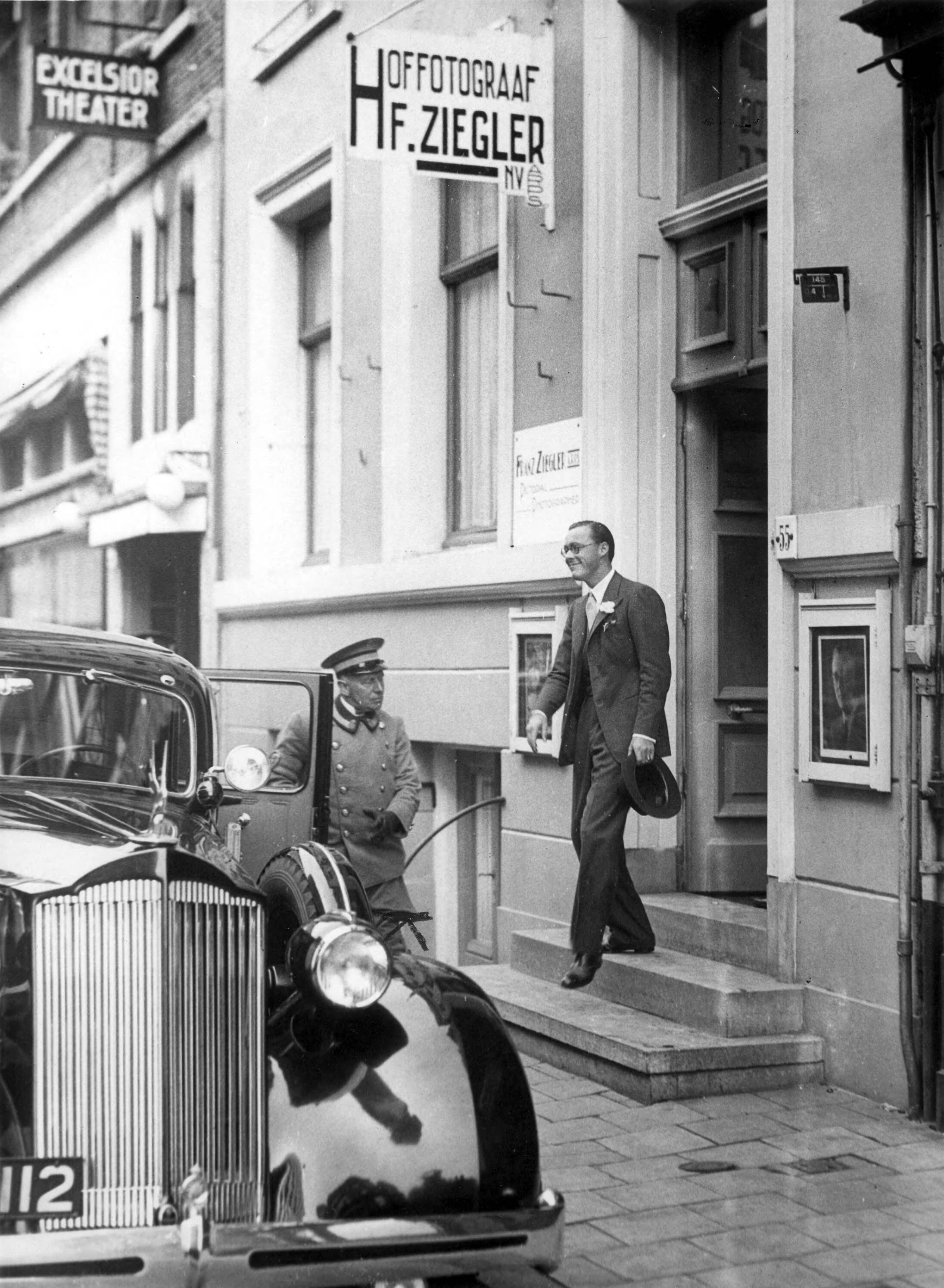
Bernhard (1936)
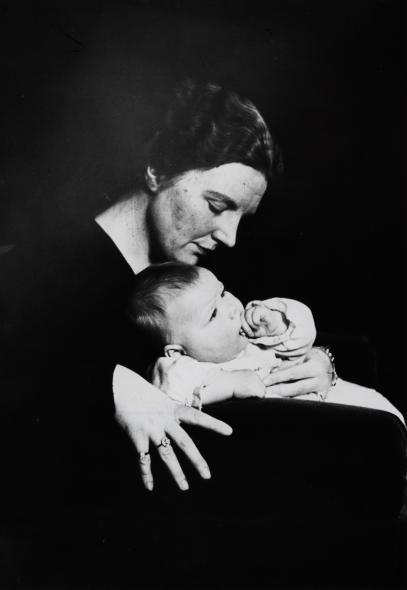
Juliana & Beatrix (1938)
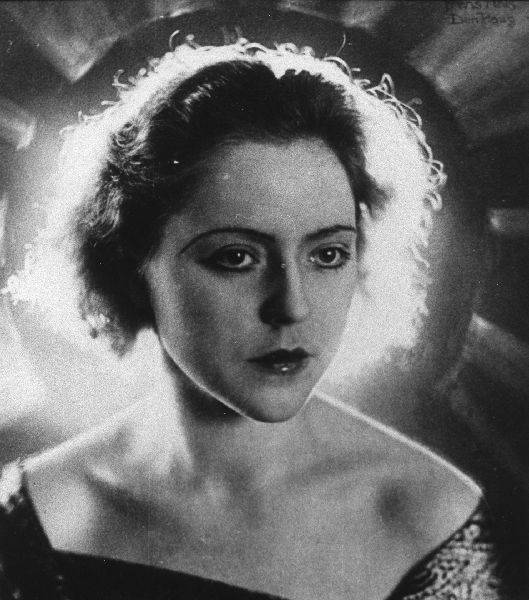
Darja Collin
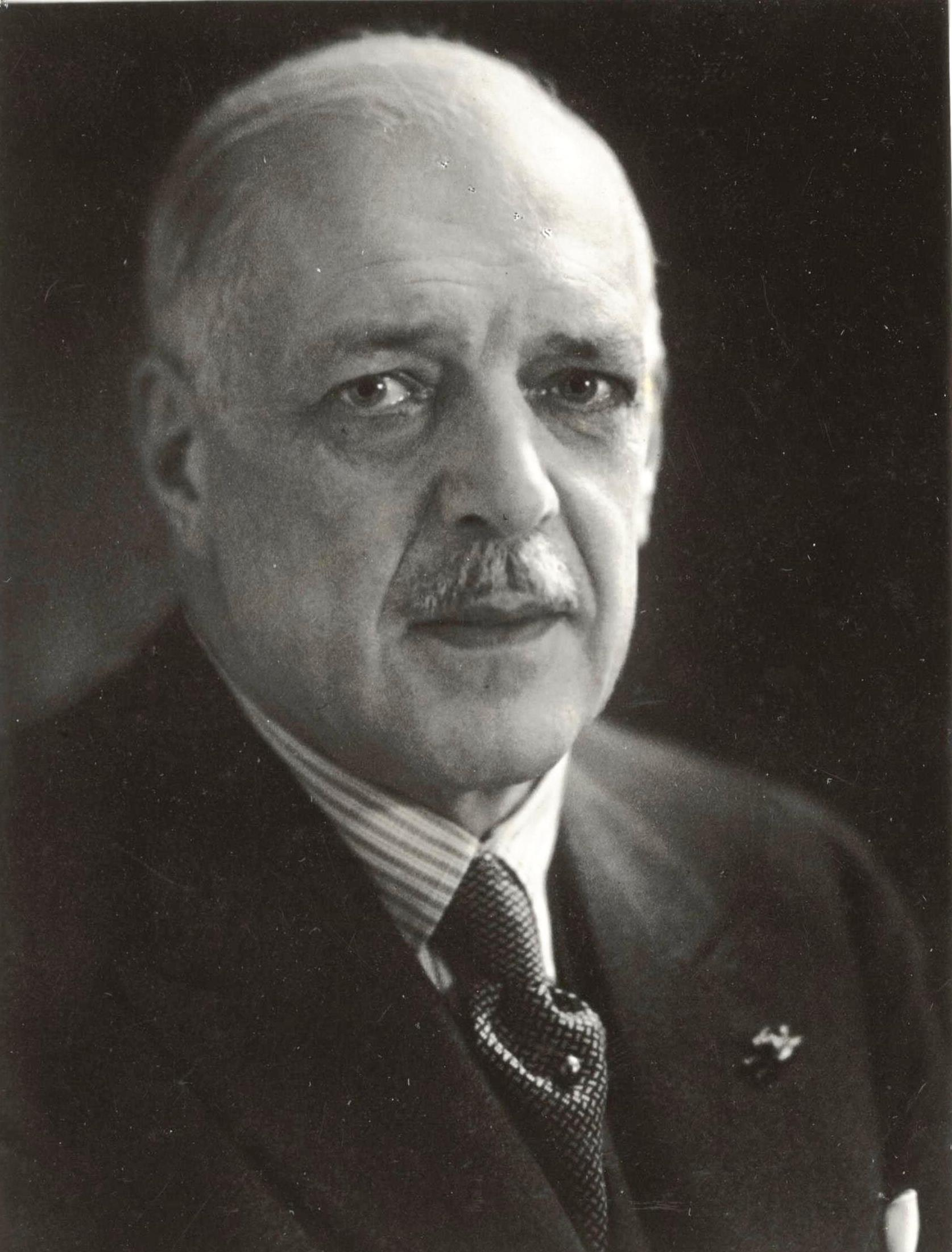
Anton Philips